# Перены (Хынчештский район)
Перены (рум. Pereni, Перень) — село в Хынчештском районе Молдавии. Наряду с селом Пашканы входит в состав коммуны Пашканы.

## География
Село расположено на высоте 177 метров над уровнем моря.

## Население
По данным переписи населения 2004 года, в селе Перень проживает 1331 человек (681 мужчина, 650 женщин).
Этнический состав села:
| Национальность | Число жителей | Процентный состав |
| -------------- | ------------- | ----------------- |
| молдаване      | 1312          | 98.57             |
| румыны         | 11            | 0.83              |
| украинцы       | 3             | 0.23              |
| русские        | 3             | 0.23              |
| цыгане         | 2             | 0.15              |
| Всего          | 1331          | 100%              |